# José Enrique Rodó

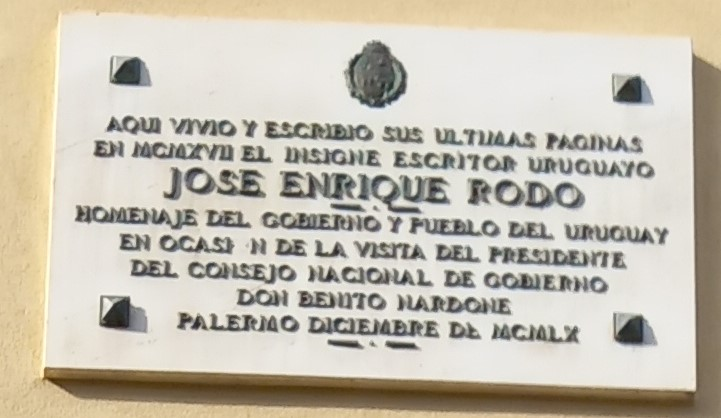
Targa commemorativa in lingua spagnola a Palermo

José Enrique Rodó, all'anagrafe José Enrique Camilo Rodó Piñeyro (Montevideo, 15 luglio 1871 – Palermo, 1º maggio 1917), è stato uno scrittore, saggista e politico uruguaiano.

## Opere
- La novela nueva (1897).
- El que vendrá (1897).
- Rubén Darío. (1899).
- Ariel (1900) (trad.it.: Ariele, Alinea, Firenze 2000, a cura di Martha L. Canfield e traduzione di Diego Símini).
- Liberalismo y Jacobinismo (Montevideo, 1906).
- Motivos de Proteo (Montevideo, 1909).
- El mirador de Próspero (Montevideo, 1913).[1]
- El camino de Paros (1918) (trad.it.: Sulla strada di Paros, Oedipus, Cava de' Tirreni 2001, trad. e postfazione di Rosa Maria Grillo, introduzione Fernando Ainsa).
- Rubén Darío 2. (1920).
- Epistolario (1921).
- Nuevos motivos de Proteo (1927).
- Últimos motivos de Proteo (1932).